# 甘達魯
甘達魯（爪哇语：Genderuwa）是出現在爪哇島民間傳說中的精靈或妖怪。傳說它們生活在森林裡，長相如猩猩，會迷惑人類，類似台灣的魔神仔。

## 詞源
「甘達魯」來自卡威語「gandharwa」，源自梵語的「乾闼婆」，在印度教與佛教中指「天界的居民」。此外，甘達魯也被認為起源自波斯神話中的反派角色「甘達勒瓦（gandarewa）」。

## 形象
甘達魯是由自殺、意外死亡、不得善終等枉死者的靈魂所化。它們形貌似猿，毛髮濃密，全身呈黑色，生活在岩洞、廢墟、樹林等陰暗潮濕的地方。

## 傳說
甘達魯擁有隱形、變身及迷惑人類的能力。他們生性淫穢，常假扮成被害者的丈夫，誘騙年輕的人類女子與其發生性關係。被害者往往不會有被侵犯的感覺，反而因為甘達魯高超的性能力而感到歡愉。有時甘達魯也會寄身在女性的子宮內，被寄身的女性會變得性慾旺盛。
除此之外，在爪哇傳說中也存在一些善良的甘達魯。他們不同於那些淫穢的猿猴同類，被描述成憨厚仁慈的白袍老者形象，會幫助善人從惡人手中奪回失物，還會為貧窮家庭的孩子執行割禮。
爪哇人也相信甘達魯能帶來財富與好運，許多商人、賭徒會透過儀式召喚甘達魯。相傳甘達魯畜養烏鴉作為食物，因此召喚者通常以烏鴉肉沙嗲當作祭品。

## 流行文化
甘達魯傳說受到印度尼西亞娛樂媒體的頻繁借用，尤其是恐怖小說、恐怖電影與恐怖遊戲，如印尼知名導演Ratno Timoer執導的電影《Gondoruwo》(1981)。
此外，甘達魯也作為怪物出現在史克威爾發行的電子角色扮演遊戲《Final Fantasy X》(2001)中。